# Сусуму Тонегава
Сусуму Тонегава (на японски: 利根川 進, Tonegawa Susumu) е японски учен и единственият носител на Нобелова награда за физиология и медицина през 1987 г., получена от него за откриването на генетичния механизъм н произвеждане на антитела в разнообразие. Въпреки че печели Нобелова награда за работата си в областта на имунология, Тонегава е молекулярен биолог по образование. Той отново променя полето си на работа като изучава невронаука за да изследва молекулярните, клетъчните и невроналните основи на формирането на паметта и спомена.

## Ранен живот и образование
Тонегава е роден на 6 септември 1939 г. в Нагойе, Япония и учи гимназия в Токио. Като студент в университета в Киото Тонегава е очарован от опероновата теория, за която чете в статията на Франсоа Жакоб и Жак Моно и получава вдъхновен интерес към молекулярната биология. Тонегава завършва университета през 1963 и поради ограничените възможности за занимания с молекулярна биология в Япония по това време, се премества в Университета на Калифорния в Сан Диего. Там той изготвя докторска степен с изследвания под ръководството на д-р Масаки Хаяши до 1968 година.

## Кариера
Тонегава провежда постдокторска работа в Института Солк в Сан Диего в лабораторията на Ренато Дулбеко. С неговата подкрепа Тонегава се премества в Базелския Институт по имунология в Швейцария през 1971 г., където той се посвещава на имунологични изследвания. През 1981 г. Тонегава става професор в масачузетския технологичен институт. През 1994 г. той е назначен за пръв директор на Центъра на Масачузетския технологичен институт за обучение и памет, които се развива под негово ръководство в Института Пиковър за обучение и памет. Тонегава изоставя директорствата през 2006 г. и се отдава на професура по невронаука и невробиология в медицинския институт Хауърд Хюз.

## Научна дейност

### Откриване на имунитетната вариабилност
Нобелова награда за Тонегава идва за работата му, чрез която са изяснени генетичните основи на адаптивността на имунната система, която е била централният въпрос в имунология в продължение на повече от 100 години. Тонегава първи предполага, че всеки ген произвежда белтък, а 19 000 гени в човешкия организъм могат да кодират производството на милиони антитела. Чрез експерименти в началото на 1976 г. Тонегава показва, че генетичният материал се самоманипулира за да образува милиони антитела. Сравнявайки ДНК от В-клетките (вид бели кръвни клетки) в ембрионални и възрастни мишки, той забелязва, че гени в зрели В-клетки на възрастни мишки се местят, сливат и изтриват и формират разнообразие в организма. През 1983 г. Тонегава открива първия транскрипционен ензим.

### Невронаука
Скоро след Нобелова награда през 1990 г. Тонегава отново променя интересите си от имунология към неврология, където той фокусира своите изследвания през следващите години. В лабораторията му е открит ензим, наречен CaMKII (1992), както и протеини в синаптичните NMDA-рецептори (1996), които играят ключова роля във формирането на паметта. Тонегава е един от първите потребители на оптогенетика и биотехнологии в невронауката, което подпомага идентифицирането и манипулирането на паметта инграммы клетки. През 2012 г. в лаборатория доказано е, че активирането на дадени неврони в хипокампуса на мишка е достатъчно за да предизвика поведенчески реакции съпоставими с точен паметов отпечатък. Това за първи път потвърди, че паметовата информацията се съхранява в определени клетъчни ансамбли в хипокампа, сега често наричани паметови енграмни клетки. Тонегава разкрива ролята на паметовите клетки и клетъчните ансамбли за силата на паметта, както и тяхната роля в мозъчните разстройства, такива като депресия, забрава, и болестта на Алцхаймер. Това ни предоставя концепция за бъдещето на медицинско лечение на човек чрез манипулация с паметовите ансамбли.

## Личен живот
Тонегава живее в Бостън със съпругата си Маюми Йошинари – телевизионен режисьор и научен писател. Те имат три деца. Тонегава е привърженик „Бостън Ред Сокс“ и прави първо подаване по време на техния сезон на шампионата на световните серии от 2004.

## Избрани публикации
- Списък на публикациите по Сусуму Тонегава
- Tonegawa, S. (1983). Somatic generation of antibody diversity. Nature, 302(5909), 575 – 581.
- Gillies, S. D., Morrison, S. L., Oi, V. T., & Tonegawa, S. (1983). A tissue-specific transcription enhancer element is located in the major intron of a rearranged immunoglobulin heavy chain gene. Cell, 33(3), 717 – 728.
- Mombaerts, P., Iacomini, J., Johnson, R. S., Herrup, K., Tonegawa, S., & Papaioannou, V. E. (1992). RAG-1-deficient mice have no mature B and T lymphocytes. Cell, 68(5), 869 – 877.
- Silva, A. J., Stevens, C. F., Tonegawa, S., & Wang, Y. (1992). Deficient hippocampal long-term potentiation in alpha-calcium-calmodulin kinase II mutant mice. Science, 257(5067), 201 – 206.
- Haas, W., Pereira, P., & Tonegawa, S. (1993). Gamma/delta cells. Annual review of immunology, 11(1), 637 – 685. Tsien, J. Z., Huerta, P. T., & Tonegawa, S. (1996). The essential role of hippocampal CA1 NMDA receptor–dependent synaptic plasticity in spatial memory. Cell, 87(7), 1327 – 1338.
- Poss, K. D., & Tonegawa, S. (1997). Reduced stress defense in heme oxygenase 1-deficient cells. Proceedings of the National Academy of Sciences, 94(20), 10925 – 10930.
- Shen, J., Bronson, R. T., Chen, D. F., Xia, W., Selkoe, D. J., & Tonegawa, S. (1997). Skeletal and CNS defects in Presenilin-1-deficient mice. Cell, 89(4), 629 – 639.
- Nakazawa, K., Quirk, M. C., Chitwood, R. A., Watanabe, M., Yeckel, M. F., Sun, L. D., Kato, A., Carr, C.A., Johnston, D., Wilson, M.A., & Tonegawa, S. (2002). Requirement for hippocampal CA3 NMDA receptors in associative memory recall. Science, 297(5579), 211 – 218.
- Liu, X., Ramirez, S., Pang, P. T., Puryear, C. B., Govindarajan, A., Deisseroth, K., & Tonegawa, S. (2012). Optogenetic stimulation of a hippocampal engram activates fear memory recall. Nature, 484(7394), 381 – 385.
- Ramirez, S., Liu, X., Lin, P. A., Suh, J., Pignatelli, M., Redondo, R. L., Ryan, T.J., & Tonegawa, S. (2013). Creating a false memory in the hippocampus. Science, 341(6144), 387 – 391.